# Sokół Nisko

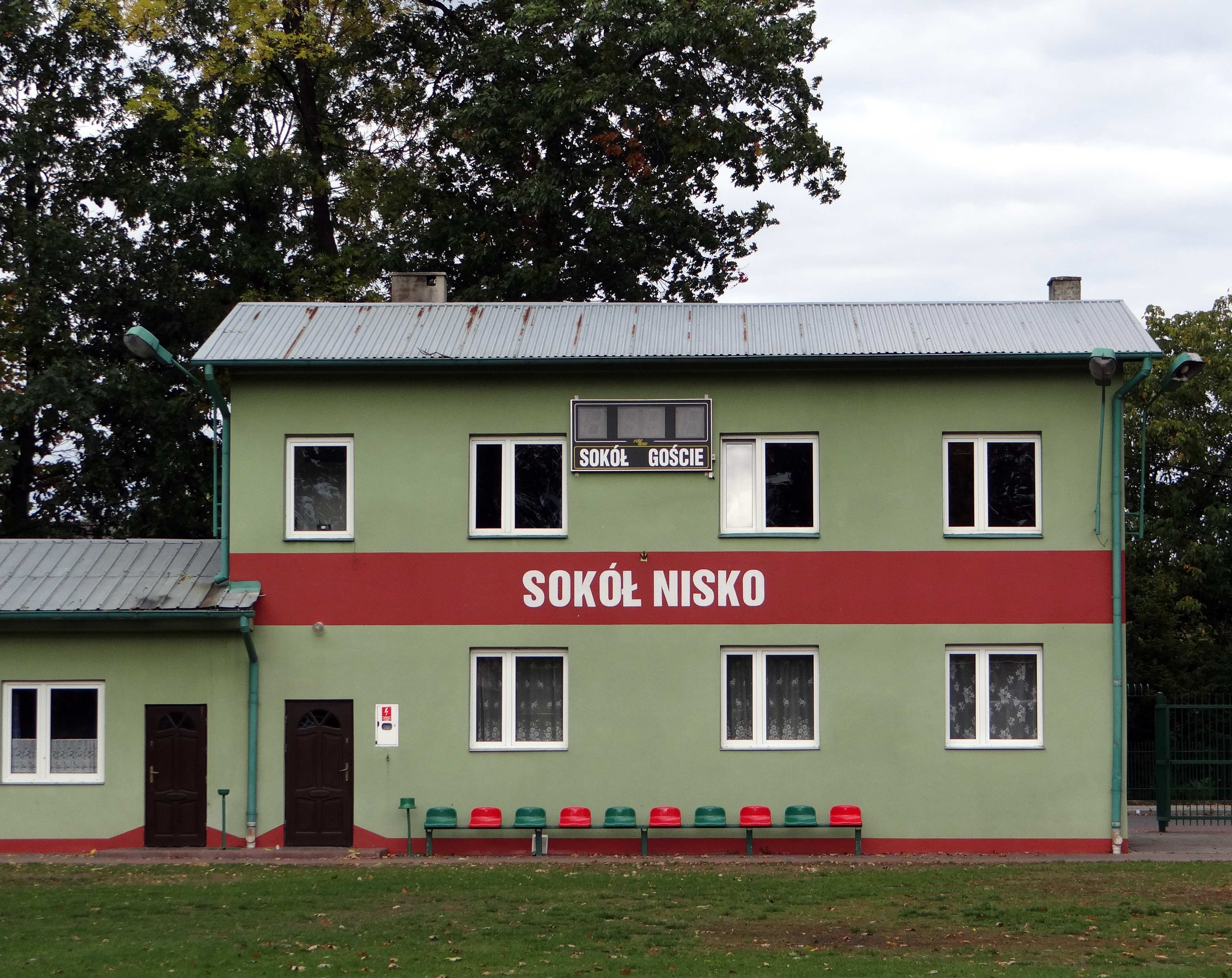
Edificio de club en Nisko

El Sokół Nisko es un club de fútbol de la ciudad de Nisko, en Polonia. A partir de 2024, el club, que milita en la IV Liga.

## Historia

### Los comienzos antes de la guerra
El club se fundó en 1919 y antes de la Segunda Guerra Mundial participaba en los partidos de la clase B del voivodato de Leópolis.

### República Popular de Polonia período
Después de la guerra, a partir de 1944 el club funcionó con el nombre de OMTUR Nisko, y más tarde, en el período inicial de la República Popular de Polonia, funcionó con otros nombres dentro de la nomenclatura de las asociaciones deportivas: KS Związkowiec Nisko, KS Ogniwo Nisko, KS Sparta Nisko, LKS Orkan Nisko y LKS Zenit Nisko.
En la temporada 1961-62, hizo su primera aparición en el nivel central de la Copa de Polonia, eliminando al Polonia Głubczyce por 3:2 en la primera ronda y cayendo en la tercera ronda tras perder tras la prórroga contra el Błękitni Kielce.
En el Sokól Nisko, el polaco Witold Karaś, dos veces seleccionado nacional, comenzó su carrera en 1964.
En la temporada 1965-66 de la IV liga, el Zenit consiguió el ascenso a la III liga. Finalmente, como resultado de la reorganización de la liga, el club de Nisko se encontró en la IV liga de distrito, en la que terminó quinto en su primera temporada. El 10 de agosto de 1965, el Zenit Nisko ganó el partido final de las eliminatorias provinciales de la Copa de Polonia, celebrado contra el Karpaty Krosno por 3:0. En la edición central de la temporada 1965-66, el club de Nisko perdió en la primera ronda contra el Unia Oświęcim por 0:2.
En la temporada 1978-79, el club volvió a su nombre original, Sokół Nisko.

### Sokół Nisko después de 1989
En 1996, el club recibió la insignia de "Mérito de la provincia de Tarnobrzeg" y la insignia del 20 aniversario de la Asociación Regional de Fútbol de Tarnobrzeg. En el siglo XXI, es un equipo que ha perdido su antiguo lustre, que compite a un nivel semiamateur, oscilando entre la Cuarta Liga y la Clase de Distrito.

## Aficionados
Los aficionados del Sokół Nisko mantienen una amistad con los seguidores del gigante local Stal Stalowa Wola. También tuvieron su grupo de hinchas que suspendió sus actividades en 2019.